# اوبر آکن
اوبر آکن (به فرانسوی: Hubert Aquin) نویسنده قرن بیستم میلادی فرانسوی زبان اهل کانادا است.